# 上官勝
上官勝（？年—？年），剛開始為魏人，後在蜀漢丞相諸葛亮於建興六年(曹魏太和二年，228年)發動第一次北伐時隨姜維、尹賞、梁虔、梁緒等以及上官家族等一同投降蜀漢，後官至蜀漢太尉。

## 生平
隴西上官氏一族為上官期之後代，為隴西上邽人，應為上官子脩、上官雝、上官顯之族人，於建興六年孔明北伐時降蜀漢，後官至蜀漢太尉。

## 家族
- 上官茂(上官勝長子，於蜀漢滅亡後遷居東郡，後遷居陝郡)
- 上官先(上官勝次子，於蜀漢滅亡後遷居東郡，後遷居陝郡)

## 來源
- 新唐書